# Spogostylum hippolyta
Spogostylum hippolyta är en tvåvingeart som först beskrevs av Christian Rudolph Wilhelm Wiedemann 1828.  Spogostylum hippolyta ingår i släktet Spogostylum och familjen svävflugor. Inga underarter finns listade i Catalogue of Life.